# ریچارد هوارد
ریچارد هوارد (انگلیسی: Richard Howard; ۱۳ اکتبر ۱۹۲۹ – ۳۱ مارس ۲۰۲۲) فرهنگ‌نویس، زبان‌شناس، مترجم، منتقد ادبی، شاعر، روزنامه‌نگار، و نویسنده اهل ایالات متحده آمریکا بود.
وی در سال ۱۹۲۹ در کلیولند متولد شد و دانش‌آموخته دانشگاه کلمبیا بود. او همچنین برندهٔ جوایزی همچون جایزه ملی کتاب، کمک‌هزینه گوگنهایم، جایزه پولیتزر برای شعر، و جایزه ادبی لامدا بود.